# Alexis Contin
Alexis Contin (* 19. října 1986 Saint-Malo) je francouzský rychlobruslař.
Na velkých mezinárodních akcích se poprvé představil na konci roku 2005 při závodech Světového poháru. Již o rok později, na začátku roku 2007, premiérově startoval na evropském šampionátu i obou světových mistrovstvích (vícebojařském a na jednotlivých tratích). Úspěšnou sezónu prožil v letech 2009 a 2010, kdy skončil na Mistrovství Evropy čtvrtý a také na Zimních olympijských hrách se umístil těsně pod stupni vítězů (5000 m – 6. místo, 10 000 m – 4. místo). Startoval i na ZOH 2014, kde s francouzským týmem skončil na osmém místě ve stíhacím závodě družstev. Na MS 2015 získal bronzovou medaili v závodě s hromadným startem, kterou o rok později obhájil. Na světovém šampionátu 2017 vybojoval v této disciplíně stříbro. Zúčastnil se Zimních olympijských her 2018, kde v závodě na 5000 m skončil na 11. místě, na trati 1500 m se umístil na 22. příčce a v závodě s hromadným startem skončil na 10. místě.